# Веселкова долина
«Веселкова долина» (англ. Rainbow Valley) — вестерн 1935 року від компанії Monogram Pictures за сценарієм Ліндслі Парсонс. Режисер фільму Робертом Н. Бредбері, а головні ролі зіграли Джон Вейн та Джордж «Габбі» Гейес.

## Сюжет
На шляху до маленького містечка Веселкова долина, Джон Мартін зустрічає Джорджа Гейла, місцевого листоношу. Гейл потрапляє в засідку місцевих бандитів, але Мартін його рятує.
У Веселковій долині, Мартін з'ясовує, що бандити постійно тероризують містян. Ними керує Роджерс — багатий землевласник, який хоче вигнати городян й задешево придбати їх землю.
Мартін вирішує допомогти містянам в протистоянні з бандитами, й для цього вступає до банди, щоб знешкодити її зсередини.

## У ролях
- Джон Вейн — Джон Мартін
- Люсіль Браун — Елеонора
- Джордж «Габбі» Гейес — Джордж Гейл
- Лерой Мейсон — Роджерс
- Ллойд Інгрехам — Ворден Павел
- Джей Вілсі — Буч Галт
- Френк Болл — Павел
- Берт Діллард — підручний Спайка
- Лейф МакКі — господар магазину (в титрах не вказано)